# Bound for Glory (2013)
Bound for Glory (2013) (в переводе с англ. — «В поисках славы») — профессиональное рестлинг PPV-шоу, проводимое федерацией TNA. Шоу прошло 20 октября 2013 года на Вьехас Арене в Сан-Диего, Калифорния. Это шоу станет девятым в линейке Bound for Glory.

## Предыстория
Bound for Glory (2013) является pay-per-view-шоу промоушена TNA, в котором рестлеры участвуют в различных фьюдах и сюжетных линиях. Рестлеры олицетворяют собою злодеев или героев на ринге. Фьюды проходят таким путём, что сначала, на рядовых эпизодах, обстановка накаляется, а уже на самих праздниках рестлинга тот или иной фьюд как правило подходит к своему логическому завершению.
2 июня на Slammiversary ХІ было объявлено, что на Bound for Glory Курт Энгл будет введен в Зал Славы TNA.
12 сентября, на Impact Wrestling No Surrender, Эй Джей Стаилз победил Магнуса в финале Bound for Glory Series и стал претендентом № 1 на титул Чемпиона мира TNA в супертяжёлом весе. На Impact Wrestling от 17 октября было анонсировано, что этот матч пройдёт без дисквалификаций.
На Impact Wrestling от 3 октября, назначили Ultimate X матч за титул Икс-Дивизиона, между чемпионом — Мэником и претендентами — Джеффом Харди, Остином Ариесом и Крисом Сэйбином. Через неделю, на том-же Impact Wrestling, Самоа Джо объявил, что он также будет участвовать в этом матче.
На Impact Wrestling от 3 октября, назначили Командный Гаунлет матч на Countdown Bound for Glory (Preshow), между бывшими Командными чемпионами TNA — Чаво Герреро и Эрнандесом против Плохого Влияния (Кристофер Дэниелс и Казариан) против Джозефа Парка и Эрика Янга против Бро-Парней (Робби И и Джесси Годдерс); победители этого матча встретятся с Командными Чемпионами TNA — Джеймсом Штормом и Ганнером.
Также на этом выпуске назначили матч «Тройная Угроза» за титул Чемпионки Нокаутш TNA, между чемпионкой — ОДБ и претендентками — Гейл Ким и Брук Тескаккер.
На Impact от 10 октября, Бобби Руд объявил, что он должен войти в Зал Славы TNA, вместо Курта Энгла. Самому Энглу это, конечно, не понравилось и он кинул вызов Руду на матч на Bound for Glory, на что Бобби принял вызов. На этом-же Impact назначили матч на BFG, между Стингом и Магнусом.
На Bound for Glory дебютировал новый рестлер TNA, племянник Дикси Картер — Итан Картер 3. Ему назначили матчна этом самом PPV против Норва Фернума.

## Матчи
| №                                | Матч | Тип Матча | Время |
| -------------------------------- | --- | --- | ----- |
| Pre-Show                         | BroMans (Робби И и Джесси Годдерс) (с Филом Хитом) победили Чаво Герреро и Эрнандеса, Bad Influence (Кристофер Дэниелс и Казариан) и Джозефа Парка и Эрика Янга | «Командный Гаунлет матч» за матч против Джеймса Шторма и Ганнера за их Командные титулы, позже, на главном шоу | 22:14 |
| 1                                | Крис Сэйбин (с Вельвет Скай) победил Джеффа Харди, Остина Эйриса, Самоа Джо, Маника (с)                                                                         | «Ultimate X» матч за титул Чемпиона Икс-Дивизиона TNA                                                          | 11:58 |
| 2                                | BroMans (Робби и Джесси Годдерс) (с Филом Хитом) победили Джеймса Шторма и Ганнера (с)                                                                          | Командный матч за титулы Командных Чемпионов TNA                                                               | 11:41 |
| 3                                | Гейл Ким победила ОДБ (с) и Брук | Матч «Тройная Угроза» за титул Чемпионки Нокаутш TNA                                                           | 10:19 |
| 4                                | Бобби Руд победил Курта Энгла | Одиночный матч                                                                                                 | 20:58 |
| 5                                | Итан Картер 3 победил Норма Фернума | Одиночный матч                                                                                                 | 03:26 |
| 6                                | Магнус победил Стинга | Одиночный матч                                                                                                 | 11:05 |
| 7                                | Эй Джей Стаилз победил Булли Рэя (с) (с Брук) | Матч без дисквалификаций за титул Чемпиона Мира TNA в супертяжёлом весе                                        | 20:28 |
| (c) – чемпион на момент поединка | | |       |

### Результаты Командного Гаунлет матча
| Номер | Команда                                       | Номер вылета | Кеми выбиты            |
| ----- | --------------------------------------------- | ------------ | ---------------------- |
| 1     | Плохое Влияние (Кристофер Дэниелс и Казариан) | 2            | Парком и Янгом         |
| 2     | Чаво Герреро и Эрнандес                       | 1            | Дэниелсом и Казарианом |
| 3     | Джозеф Парк и Эрик Янг                        | 3            | Робби И и Годдерсом    |
| 4     | BroMans (Робби И и Джесси Годдерс)            | ПОБЕДИТЕЛИ   | —                      |

## После шоу
На первом Impact Wrestling после PPV новый Чемпион Мира TNA в тяжёлом весе Эй Джей Стайлз победил бывшего чемпиона Булли Рэя в матче-реванше. Также, на записях Impact Wrestling за 31 октября, Командные Чемпионы TNA BroMans сохранили свои титулы от Ганнера и Джеймса Шторма в матче-реванше, а Бобби Руд победил Курта Энгла по отсчёту.